# David Aganzo
 (juin 2021).
David Aganzo Méndez, né le 18 janvier 1981 à Leganés (Communauté de Madrid, Espagne), est un footballeur espagnol qui jouait au poste d'attaquant. En 2017, il devient président de l'Asociación de Futbolistas Españoles (AFE), le syndicat des footballeurs espagnols.

## Biographie

### En club
David Aganzo se forme dans les catégories inférieures du Real Madrid. Il débute en équipe première à l'âge de dix-huit ans sous les ordres de Vicente del Bosque.
Lors de la saison 1999-2000, il joue le 1/8e de finale de la Ligue des champions face aux Norvégiens de Rosenborg. Le Real Madrid remporte cette Ligue des champions.
En 2000, il est prêté au RCD Espanyol, puis au CF Extremadura, au Real Valladolid et au Levante UD.
En 2004, il est transféré au Racing de Santander, où il signe pour quatre ans.
En 2006, Aganzo s'expatrie à l'étranger, en étant prêté au Beitar Jérusalem.
Il joue ensuite la saison 2007-2008 au Deportivo Alavés. En 2008, Aganzo est recruté par le Rayo Vallecano, où il joue jusqu'en 2011. Il évolue par la suite avec l'Hércules de Alicante.
En 2012, il connaît sa seconde expérience à l'étranger, en signant avec le club grec de l'Aris Salonique. Il termine sa carrière à Lugo en 2015.
David Aganzo dispute un total de 94 matchs en première division espagnole, inscrivant 19 buts, et 181 matchs en deuxième division, marquant 58 buts. Il joue également 38 matchs en première division grecque, pour 12 buts marqués.

### En équipe nationale
En 1999, il participe avec la sélection espagnole à la Coupe du monde des moins de 20 ans. Lors du mondial junior organisé au Nigeria, il joue trois matchs. L'Espagne est sacrée championne du monde en battant le Japon en finale.

### Président de l'AFE
En novembre 2017, David Aganzo est élu président de l'AFE, le syndicat des footballeurs espagnols où il succède à Luis Rubiales.

## Palmarès
| Real Madrid - Ligue des champions (1) : - Vainqueur : 1999-00. |  | Espagne -20 ans - Coupe du monde -20 ans (1) : - Vainqueur : 1999. |